# Giustino De Cecco
Giustino De Cecco (Fara San Martino, 27 gennaio 1911 – Pescara, 9 febbraio 1976) è stato un politico italiano.

## Biografia
Nato a Fara San Martino nel 1911 ed esponente della famiglia di pastai De Cecco, conseguì la laurea in giurisprudenza. Entrato in politica nelle file della Democrazia Cristiana, fu sindaco del proprio comune di nascita. Successivamente fu eletto Consigliere regionale nelle prime elezioni regionali abruzzesi del 1970 e fu presidente del Consiglio subito dopo l'insediamento dell'assemblea, ma solo per qualche giorno. Fu poi eletto presidente dell'Abruzzo per due mandati, da marzo 1972 a luglio 1973 e da maggio 1974 a ottobre 1975. Fu inoltre presidente della camera di commercio, industria, artigianato e agricoltura di Pescara. In tale veste, si prodigò per far ottenere al vino Trebbiano d'Abruzzo il riconoscimento DOC nel 1972. Morì a Pescara nel 1976. In città, in sua memoria, gli furono intitolati un auditorium e una via.